# 214820 Faustocoppi
214820 Faustocoppi este o planetă minoră (asteroid) din centura de asteroizi. A fost descoperită pe 14 noiembrie 2006 la Borbona de Vincenzo Silvano Casulli⁠(d). 
Obiectul prezintă o orbită caracterizată de o semiaxă mare de 2,7716518267559 UAi, o excentricitate de 0,15, o înclinație de 13,4 ° în raport cu ecliptica.